# Comité de résistance Bachkir
Le Comité de résistance bachkir est une organisation armée nationaliste active dans la république de Bachkirie en Russie. Son objectif principal est d'obtenir l'indépendance de la Bachkirie. L'organisation a été fondée le 21 septembre 2022. Elle est impliquée dans des incendies criminels contre des bâtiments gouvernementaux et des commissariats de police russes (en) .

## Histoire
Le Comité de résistance Bachkir a été fondé le 21 septembre 2022 sur le compte telegram éponyme. Plusieurs attaques contre  des commissariats ont été revendiqués par des membres du comité. Après la mobilisation partielle russe de 2022, la comité a déclaré:

« Le temps des manifestants et des marches est révolu, Poutine et ses alliés doivent désormais s'attendrent à des balles et des cocktails molotov »

Le 24 septembre, le comité a revendiqué l'attaque à la bombe incendiaire contre les bureaux du parti au pouvoir Russie Unie à Salavat. Le 3 octobre, il revendique une nouvelle attaque contre le bureau du parti communiste de la ville. Les responsables russes soupçonnent Ruslan Gabbasov (en), un éminent dirigeant bachkir, d'être à l'origine de la création et du soutien du comité. L'analyste politique russe Dmitry Oreshkin (en) a décrit le comité comme: « La première étincelle parmi par les républiques qui souhaitent devenir indépendante ».
Depuis la mobilisation partielle russe en 2022, le comité de Résistance bachkir mène une guérilla clandestine contre le gouvernement russe en menant des attaques contre des commissariats, des bureaux du service fédéral de sécurité et des bâtiments administratifs. Le groupe maintient des liens avec le centre politique national bachkir de Gabbasov, successeur de Bashkort (ru), une organisation politique interdite par la cour suprême de la République en 2020 car désigné comme une organisation extrémiste. Le groupe soutient la régionalisation et l'importance du pouvoir régional au sein de la Russie pour parvenir à la souveraineté, mais compte une importante faction prônant une indépendance totale. En août 2021, l'ancien président de Bashkort, Fail Alsynov (en) et Gabbasov ont organisé une manifestation sur le mont Koushtau (en), où plusieurs milliers de manifestants se sont affrontés avec les forces de sécurité locales. Le président de la Bachkirie, Radi Khabirov a personnellement négocié avec les manifestants pour les dissiper. À la suite de la manifestation, Alsynov et Gabbasov ont fui la Russie pour la Lituanie. Des accusations criminelles ont été proférés contre eux pour « création d'une organisation extrémiste ». Le 10 octobre 2022, des photos de militants bachkirs armés sont apparues sur Telegram portant des insignes avec un hexagone et un croissant bleu, semblables aux insignes de l'armée de la République autonome de Bachkirie (en) pendant la guerre civile russe. Les militants ont déclarés qu'ils ne souhaitaient pas se battre pour un monde russe, que les ukrainiens n'avaient rien fait contre les Bachkirs et qu'ils avaient juré de lutter pour la libération de la Bachkirie.